# Turin Brakes
 (décembre 2014).
Si vous disposez d'ouvrages ou d'articles de référence ou si vous connaissez des sites web de qualité traitant du thème abordé ici, merci de compléter l'article en donnant les références utiles à sa vérifiabilité et en les liant à la section « Notes et références ».
Turin Brakes est un duo britannique de musique pop teintée d'accents folk originaire de Balham (Londres).

## Histoire
Les deux membres du groupe Olly Knights et Gale Paridjanian se connaissent depuis l'école primaire lorsqu'ils commencent à chanter ensemble à l'âge de dix ans dans le chœur de la cathédrale locale. Ils se retrouvent plus tard pour enregistrer leur premier EP, The Door, sorti en 1999, en édition limitée sur le label Anvil Records. Ce dernier attire l'attention de labels plus importants et ils sortent rapidement deux nouveaux EP chez le label Source : The State of Things et Fight or Flight.
Source sort de nouveau la chanson "The Door" avant la sortie de leur premier album intitulé The Optimist LP. L'album est également commercialisé aux États-Unis grâce au label Astralwerks. L'album est nommé au Mercury Music Prize. Une tournée est prévue aux États-Unis, en ouverture de Stereophonics et de Matthew Jay, mais elle est finalement annulée à la suite des attentats du 11 septembre 2001.
Enregistré à Los Angeles, leur second album atteint la 4e place des charts britanniques, notamment grâce aux tubes "Long Distance" et "Pain Killer".
Leur troisième album Jackinabox, paru en 2005, est précédé du single Fishing for a Dream (#35). Le groupe entame alors sa première tournée complète aux États-Unis.
Le groupe sort par la suite un album live disponible exclusivement sur internet intitulé Live at the Palladium. Cet album est disponible sur le site internet du groupe dès le lendemain de sa performance en novembre 2005.
Après un nouvel EP Red Moon fin 2005, le groupe s’attelle à l'écriture de nouvelles chansons début 2006. Après une tournée intimiste en novembre 2006 pour tester les nouvelles chansons, Turin Brakes entre en studio en janvier 2007 pour enregistrer son quatrième album. Celui-ci, intitulé Dark on Fire, sort le 17 septembre 2007.
En septembre 2009, le groupe sort un double CD Bottled At Source - The Best Of The Source Years compilant comme son nom l'indique le meilleur des années passées chez Source (2001-2009).
Turin Brakes quitte Source pour Cooking Vinyl qui sort Outbursts le 1er mars 2010, 5e album studio du groupe.

## Discographie

### Albums studio
- 2001 - The Optimist LP (Source Records)
- 2003 - Ether Song (Source Records)
- 2005 - JackInABox (Source Records)
- 2007 - Dark on Fire (Source Records)
- 2010 - Outbursts (Cooking Vinyl)
- 2013 - We Were Here (Cooking Vinyl)
- 2016 - Lost Property (Cooking Vinyl)
- 2018 - Invisible Storm (Cooking Vinyl)
- 2022 - Wide-Eyed Nowhere (Cooking Vinyl)
- 2025 - Spacehopper (Cooking Vinyl)

### Compilations / Rééditions / Live
- 2009 - Bottled at Source: The Best of the Source Years (Virgin Records / PIAS)
- 2021 - The Optimist LP (20th Anniversary Edition : inclus l'album original + démos) (Two-Piers/Norman Records)

## Divers
- Olly Knights a fréquenté la Henry Fawcett junior school étant enfant.
- Le chanteur principal Olly Knights est devenu père début 2005. Le guitariste et choriste Gale Paridjanian l'est devenu début 2007.
- Le groupe a participé au single Do they know it's Christmas du Band Aid 20 en 2004.
- Leur musique apparait régulièrement dans des séries télévisées pour adolescents comme Newport Beach, Smallville ou encore Gossip Girl.
- Le duo tourne avec le même groupe d'accompagnement depuis ses débuts. Celui-ci est composé de Rob Allum, 'Little' Phil Marten et de Eddy Myers.
- Le groupe a assuré la 1re partie de Travis lors de leurs concerts en France en novembre 2001 notamment à Toulouse.